# Thecocyathus
Thecocyathus is een uitgestorven geslacht van neteldieren uit de klasse van de Anthozoa (bloemdieren).

## Soort
- Thecocyathus microphyllus Reuss, 1871 †